# Rise and Decline of the Third Reich
Rise and Decline of the Third Reich, ou Third Reich, é um jogo de tabuleiro, de guerra e estratégia produzido pela Avalon Hill em 1976. Abrange do início da Segunda Guerra Mundial em 1939 até, conforme o andamento do jogo, o ano de 1946. Os jogadores podem assumir o controle de uma ou mais das potências envolvidas (Alemanha, Itália, Reino Unido, França, União Soviética e Estados Unidos). Envolve exércitos, corpos, marinhas e forças aéreas. Cada hexágono equivale a 50 quilômetros.
O Third Reich é um dos jogos mais vendidos entre os jogos da categoria porque é razoavelmente equilibrado em seus aspectos econômicos, políticos e militares. O jogo dá aos jogadores opções de alternar os rumos da guerra em cenários hipotéticos (como invadir a Espanha, por exemplo). Os jogadores precisam lidar com decisões como: aumentar a produção de BRP´s (Pontos básicos de recursos) ou construir mais unidades militares; Investir mais ou menos em submarinos ou bombardeios? As regras são medianamente complexas e não é um jogo para iniciantes em Wagames.
Em 2001, a Avalanche Press lançou uma nova versão do Third Reich conhecida como "John Prados' Third Reich".